# 神奈川大學
神奈川大學（日语：／ Kanagawa daigaku），是一家位於神奈川縣橫濱市神奈川區六角橋的私立大學，由昭和初期政治家米田吉盛於1928年創立，前身是為勞動青年而設的夜間部「舊制横濱專門學校」；於戰後1949年正式升格成為大學。

## 沿革
昭和初年，日本政府近代化政策為建設民主主義化國家而引入、西歐先進文化，並因此積極推行大東亜戦争軍需産業振興政策。趁著此一絕佳的時機，眾多青年作為民主主義。創立者米田吉盛。

## 學院、學系及研究所

### 學院
- 法學部
  - 法律學科
  - 自治行政學科
- 經濟學部
  - 經濟學科
  - 現代商業學科
- 經營學部
  - 国際經營學科
- 外国語學部
  - 中国語學科
  - 西文學科
  - 英語英美文學科
- 人間科學部
  - 人間学學科
- 理學部
  - 情報科学科
  - 化学科
  - 生物科学科
  - 数理、物理学科
- 工學部
  - 機械工学科
  - 電氣電子情報工学科
  - 物質生命化学科
  - 情報組織創成学科
  - 經營工学科
  - 建築学科

### 研究所
- 法学研究科（博士前期課程、博士後期課程）
  - 法律学專攻
- 法務研究科（專門職学位課程）
  - 法務專攻
- 經済学研究科（博士前期課程、博士後期課程）
  - 經済学專攻
- 經營学研究科（博士前期課程、博士後期課程）
  - 国際經營專攻
- 外国語学研究科（博士前期課程、博士後期課程）
  - 英語英文学專攻
  - 中国言語文化專攻
- 理学研究科（博士前期課程、博士後期課程）
  - 情報科学專攻
  - 化学專攻
  - 生物科学專攻
- 工学研究科（博士前期課程、博士後期課程）
  - 機械工学專攻
  - 電氣電子情報工学專攻
  - 應用化学專攻
  - 經營工学專攻
  - 建築学專攻

### 附属
- 經濟學研究所
- 法學研究所
- 常民文化研究所
- 国際經營研究所
- 人文學研究所
- 言語研究所
- 綜合理學研究所
- 工學研究所

## 校區

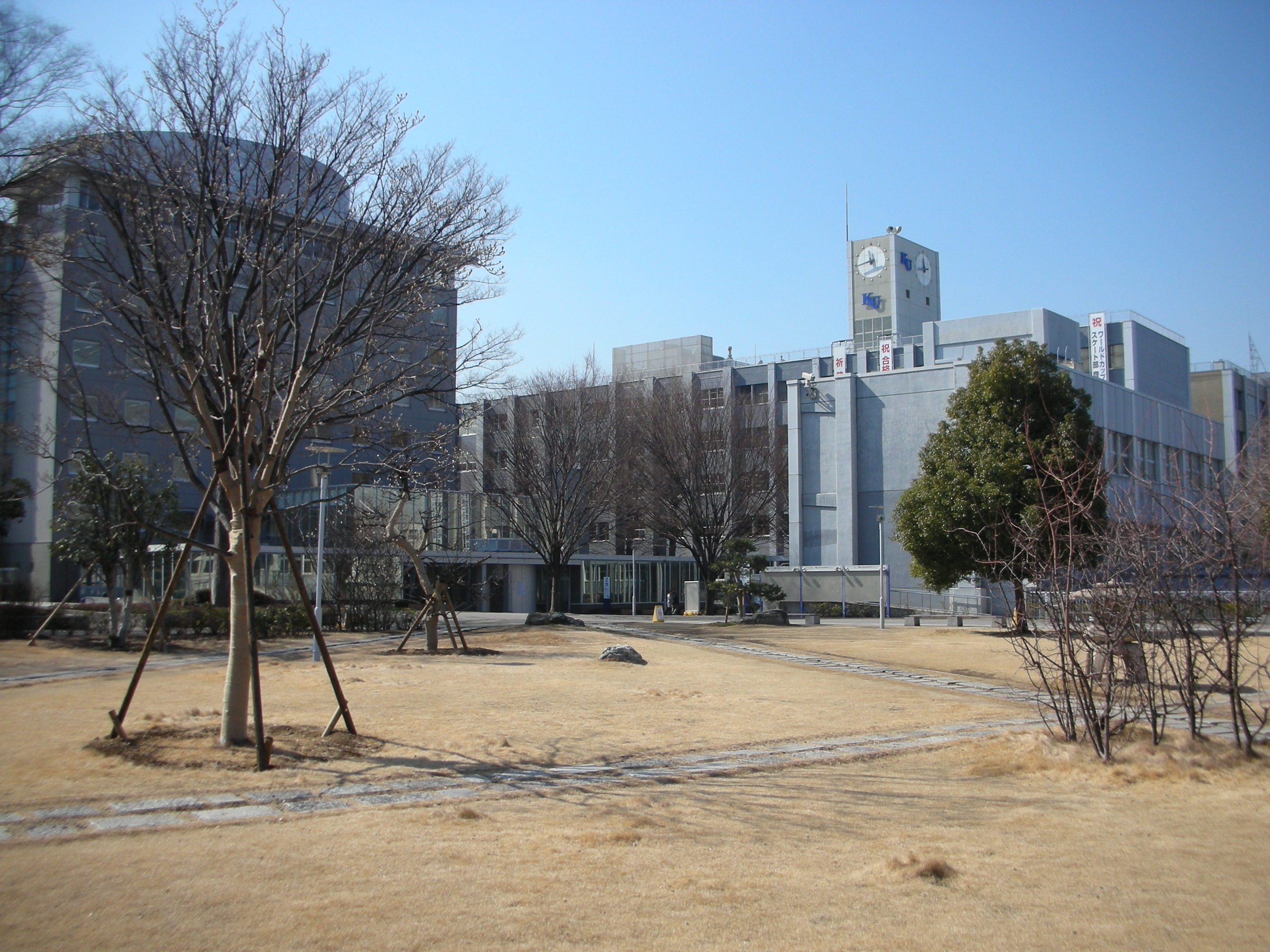
横濱校公開空地1・8号館

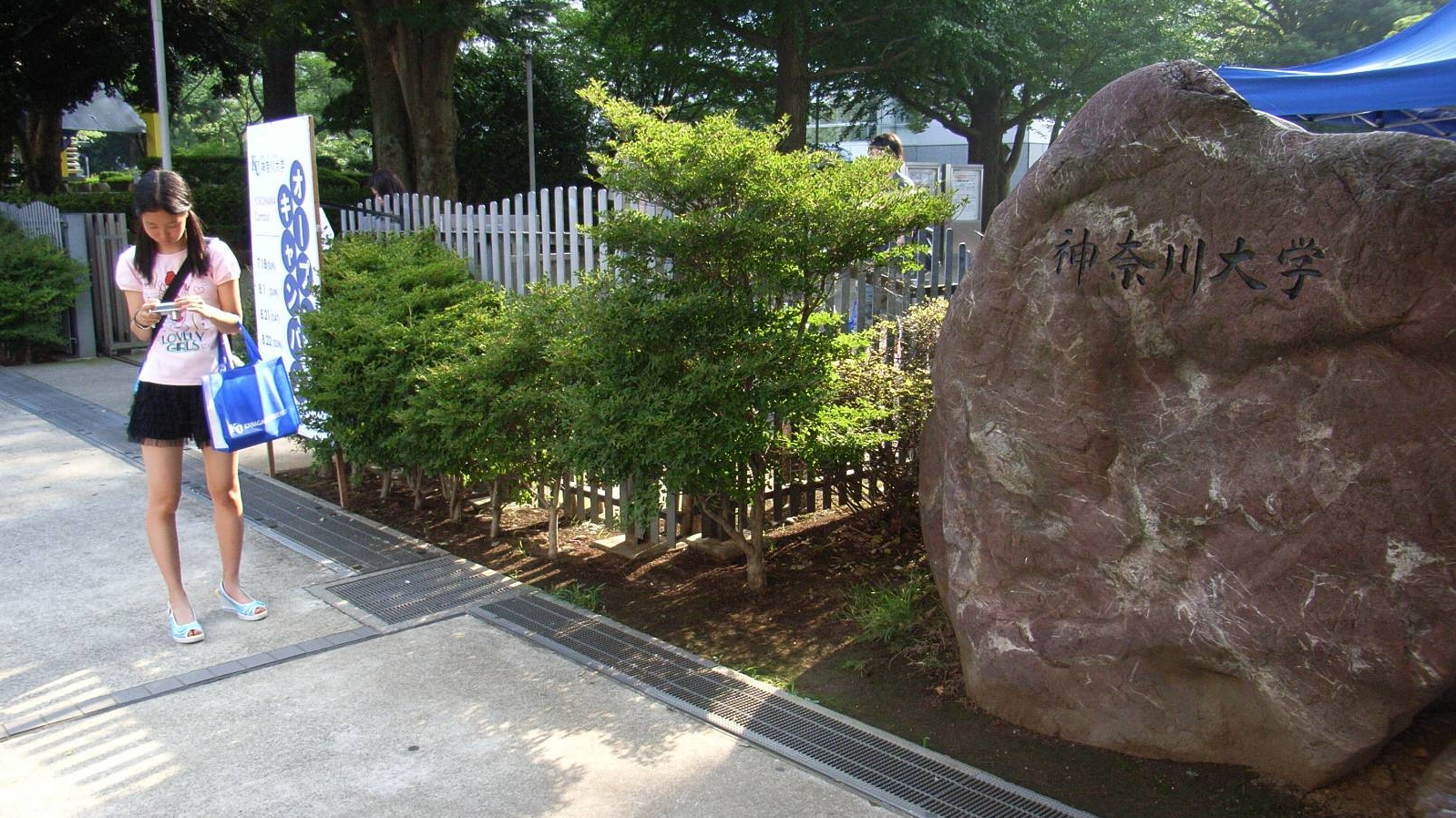
神大通用門石碑

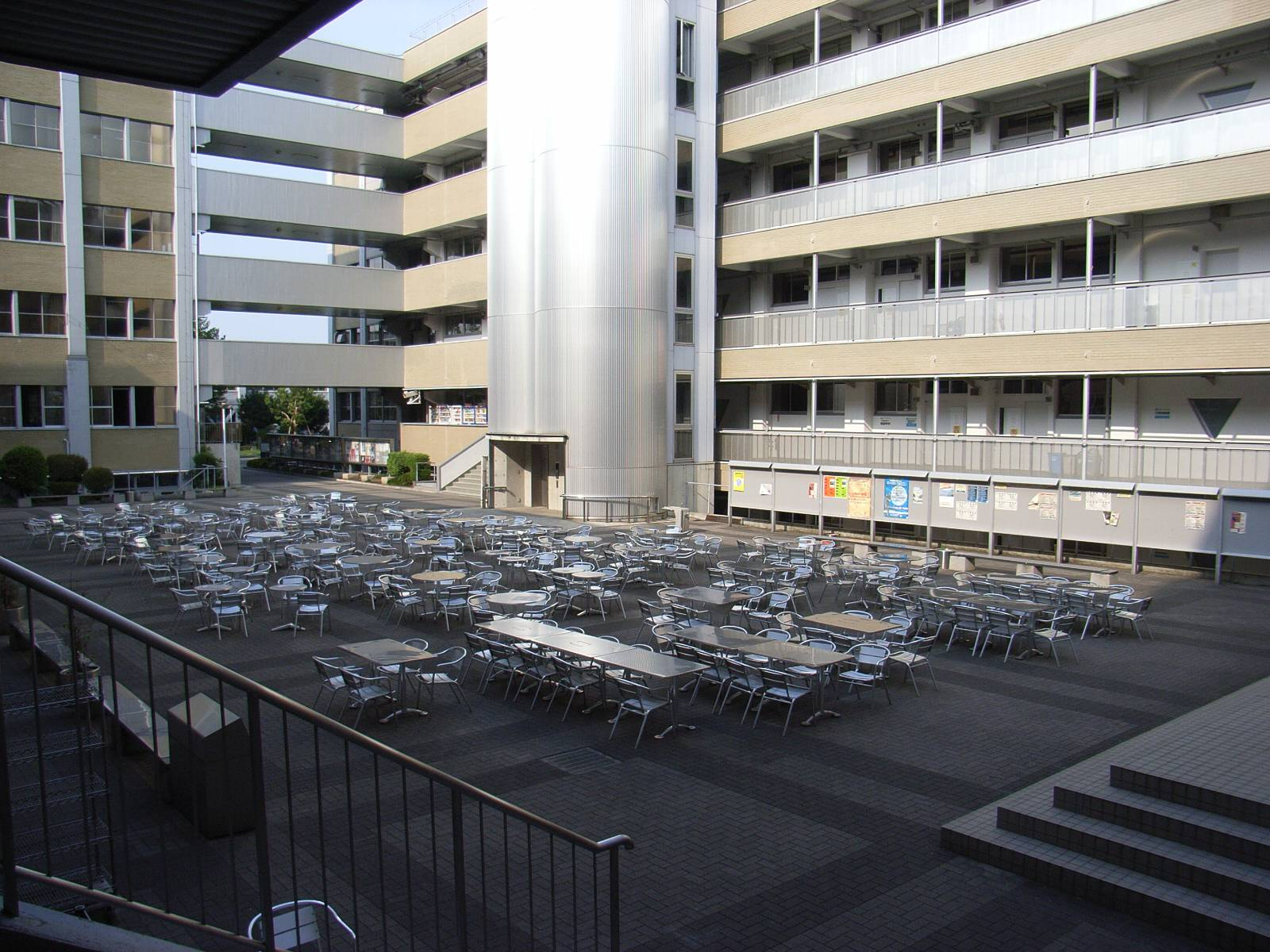
神大横濱校中庭

神奈川大學有橫濱校區（神奈川縣横濱市神奈川區）、港未来校區（神奈川縣横濱市西區）。過去曾經設有湘南平塚校區（神奈川縣平塚市），但已於2023年3月關閉。

## 姐妹學校
- 中華人民共和国
  - 北京科技大学
  - 同济大学
  - 浙江大学
  - 武漢理工大学
- 中華民國（台灣）
  - 國立台湾科技大學
- 大韓民國
  - 成均館大學

等

## 附属學校
- 神奈川大学附属高級中学

## 著名校友

### 政治人物
- 斎藤勁（眾議院議員）
- 佐藤雄平（参議院議員、前福島縣知事）

### 企業家
- 增田猛夫（伊藤忠商事副社長）
- 神尾秀雄（丰田汽车副社長）

### 文學家
- 山本文緒 （作家）

### 音楽家
- 濱田省吾（歌手）
- 佐藤竹善（歌手）
- 真木大輔（歌手）
- 植松伸夫（作曲家）

### 漫畫
- 岡本倫（漫畫家）-著作《變異體少女》（エルフェンリート），《極黑的布倫希爾特》（極黒のブリュンヒルデ）

### 運動員
- 種田惠 （北京奥运会游泳選手）
- 矢野喬子 （足球選手）